# Cochrane, Ontario
Cochrane är en ort i Kanada.   Den ligger i provinsen Ontario, i den sydöstra delen av landet, 600 km nordväst om huvudstaden Ottawa. Cochrane ligger 278 meter över havet och antalet invånare är 5 340. Den ligger vid sjön Commando Lake.
Terrängen runt Cochrane är mycket platt. Trakten runt Cochrane är nära nog obefolkad, med mindre än två invånare per kvadratkilometer.. Det finns inga andra samhällen i närheten. 
Omgivningarna runt Cochrane är en mosaik av jordbruksmark och naturlig växtlighet.